# Schizomavella collina
Schizomavella collina är en mossdjursart som beskrevs av Cook 1965. Schizomavella collina ingår i släktet Schizomavella och familjen Bitectiporidae. Inga underarter finns listade i Catalogue of Life.